# 16441 Kirchner
16441 Kirchner este un asteroid din centura principală de asteroizi.

## Descriere
16441 Kirchner este un asteroid din centura principală de asteroizi. A fost descoperit pe 7 martie 1989 la Tautenburg de Freimut Börngen. Asteroidul prezintă o orbită caracterizată de o semiaxă mare de 2,72 ua, o excentricitate de 0,03 și o înclinație de 8,9° în raport cu ecliptica.